# یک مرد تنها (فیلم)
یک مرد تنها (انگلیسی: A Man Apart) یک فیلم اکشن در سبک انتقام‌جویانه به کارگردانی اف. گری گری با بازی وین دیزل در نقش شان وتر، یک مامور مخفی اداره مبارزه با مواد مخدر آمریکا است که در حال انتقام گرفتن از یک قاچاقچی مرموز به نام دیابلو است. همسرش به قتل رسیده است در این فیلم همچنین لارنتس تیت با تیموتی اولیفانت، گنو سیلوا و استیو ایستین بازی می‌کنند. این فیلم که توسط نیو لاین سینما در ایالات متحده در ۴ آوریل ۲۰۰۳ اکران شد، عموماً نقدهای منفی منتقدان را دریافت کرد و در باکس آفیس ضعیف ظاهر شد.

## داستان
داستان فیلم دربارهٔ یک مأمور پلیس به نام شان وتر است که در مرزهای جنوبی آمریکا به دنبال یک قاچاقچی مواد مخدر بزرگ و بی‌رحم می‌گردد.

## بازیگران
- وین دیزل
- لارنس تیت
- تیموتی اولیفانت
- کن داویتیان
- جف کوبر
- ژاکلین ابرادورز

## بازخوردها
در متاکریتیک، فیلم بر اساس ۳۲ نقد، میانگین امتیاز ۳۶ از ۱۰۰ را دارد.